# Le Catelet
Le Catelet é uma comuna francesa na região administrativa de Altos da França, no departamento de Aisne. Estende-se por uma área de 0,4 km². Em 2010 a comuna tinha 195 habitantes (densidade: 487,5 hab./km²).